# Thémis de Rhamnonte

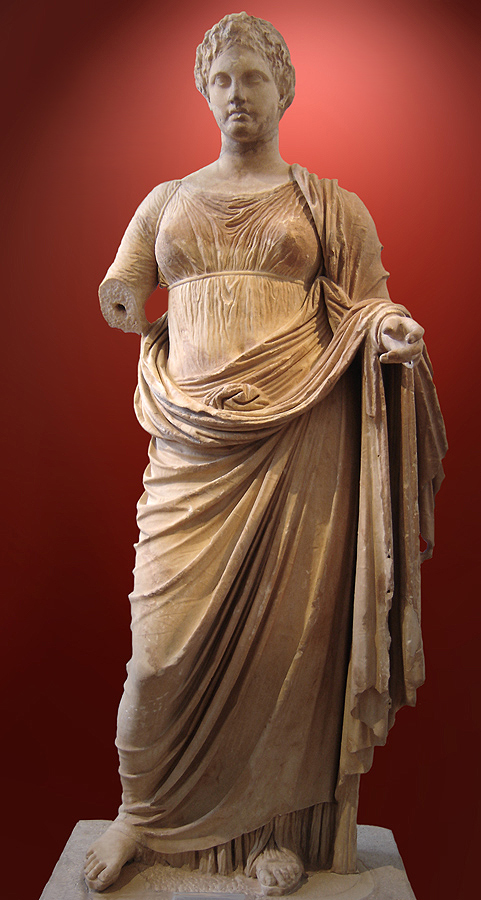
Statue de Thémis

La Thémis de Rhamnonte est une statue hellénistique datée de -300 environ, en marbre, découverte en 1890 à Rhamnonte, dans le petit temple de Némésis. Elle est identifiée comme Thémis, déesse de la justice, fille d'Ouranos et de Gaïa.
À Rhamnonte, Thémis était vénérée dans le même sanctuaire que Némésis. D'après l'inscription dédicatoire portée sur la base, la statue est l'œuvre de Chairestratos de Rhamnonte et dédiée à Thémis par Mégaclès. Elle est conservée au Musée national archéologique d'Athènes (salle 29, inv. 231).

## Description

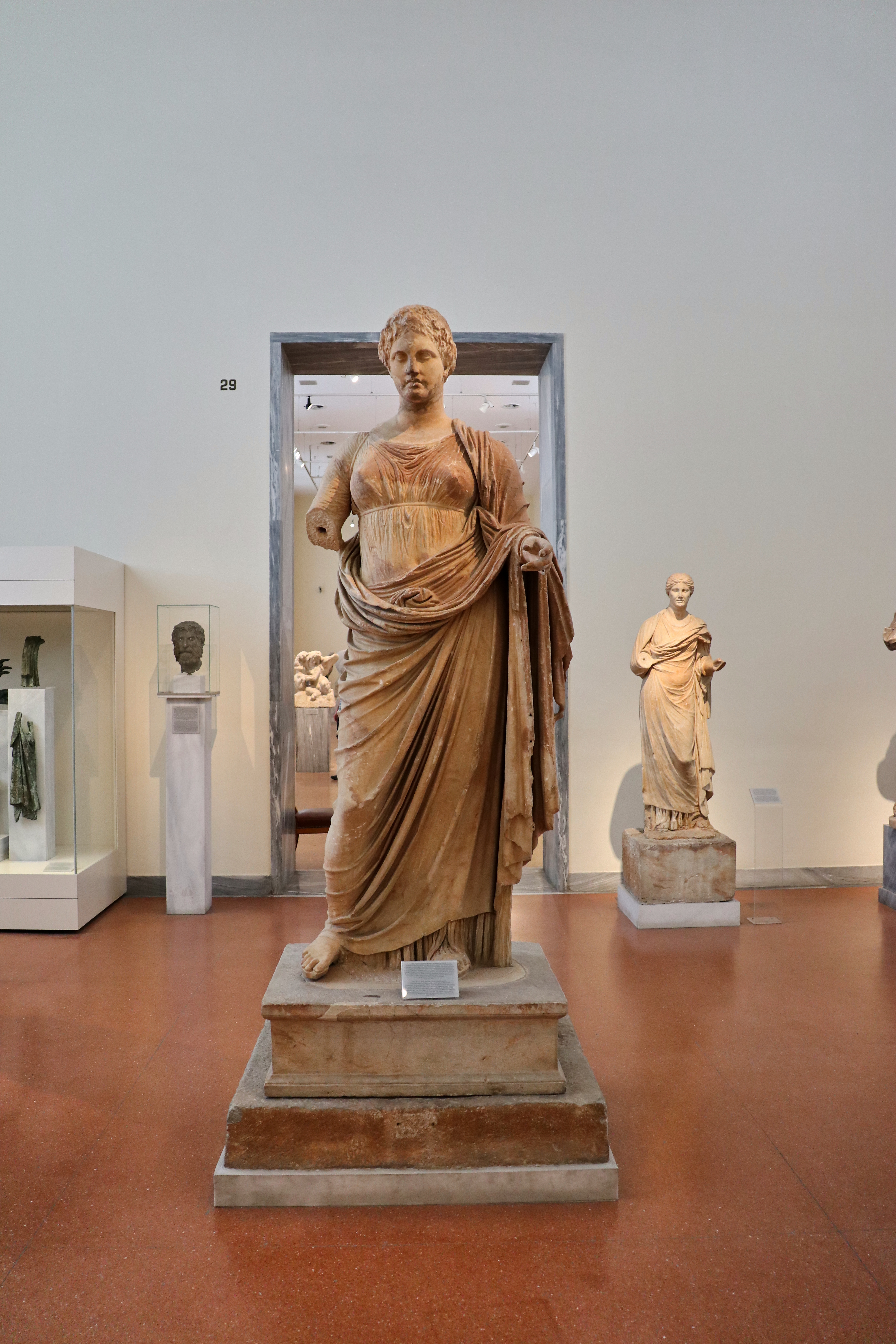
La statue, avec sa base carrée.

La statue, haute de 2,2 m, est en marbre pentélique. La déesse, debout, est vêtue d'un chiton à taille haute et manches, enveloppé d'un himation richement drapé. L'avant-bras gauche est tendu sous l'himation, la main gauche est presque complète. Le bras droit, disparu, a été réalisé séparément, tout comme la tête aux cheveux relevés, sculptés de manière assez sommaire. Le poids du corps repose sur la jambe gauche, le genou droit avancé, le talon droit levé, les pieds portant des sandales. L’avant-bras droit devait tenir un bol d’offrandes, la main gauche une balance. Un curieux nœud de tissu repose au milieu de l’himation, sans relation claire avec le reste du drapé.
La base carrée de la statue présente deux moulures, en haut et en bas. Sur sa face avant, une inscription dédicatoire de Mégaclès, fils de Mégaclès, identifie le sculpteur comme étant Chairestratos, fils de Charédémos,.

## Découverte et interprétation

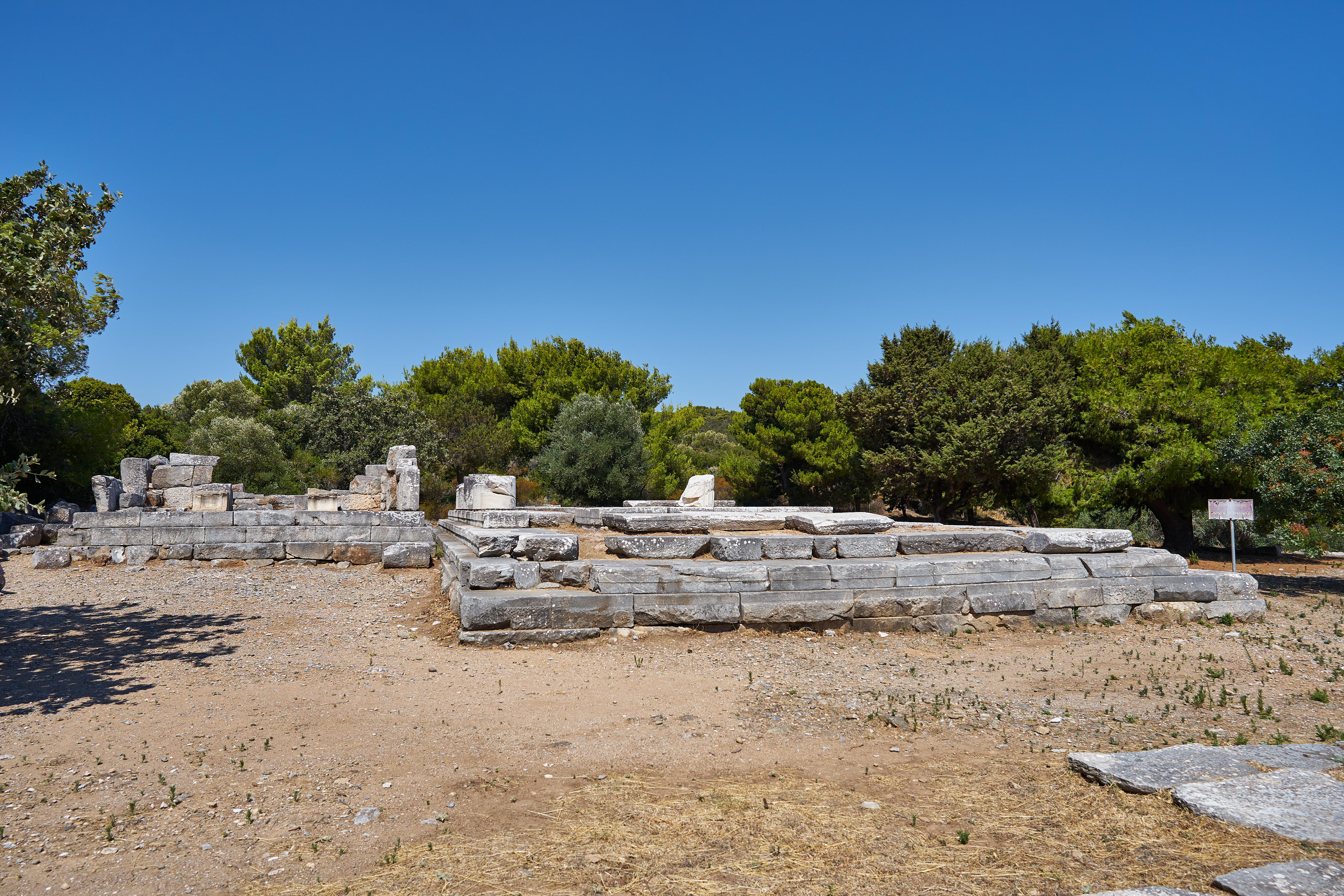
Le plus petit temple de Rhamnonte (à gauche), où la statue a été retrouvée.

La statue a été découverte à Rhamnonte en 1890, lors des fouilles de la Société archéologique d'Athènes, dirigées par Valérios Stáis. Elle a été trouvée, avec d'autres statues et fragments, dans la cella du plus petit des deux temples adjacents l'un à l'autre sur le site. Le plus grand temple est clairement associé à Némésis, mais il existe une incertitude sur le plus petit : généralement, il est attribué à Thémis sur la base de cette statue, ainsi que d'une paire de trônes trouvés à l'entrée du temple, dont l'un porte une inscription le dédiant à la déesse.
La statue a toujours été datée de -300 environ, sur la base de la dédicace et de traits stylistiques. Une inscription indique qu'un Charédémos était prêtre à Rhamnous en -315 ou -314 ; une autre inscription de l'agora d'Athènes mentionne un Chairestratos, fils de Charédémos, actif en -328/-327, diversement supposé être le grand-père du sculpteur, ou peut-être le sculpteur de la Thémis lui-même. Un lien stylistique a été suggéré avec un torse (S 2370) découvert à Athènes, provisoirement identifié comme une personnification de Démokratia, Tyché ou Thémis,.